# Pyzdry (gemeente)
De gemeente Pyzdry is een stad- en landgemeente in het Poolse woiwodschap Groot-Polen, in powiat Wrzesiński.
De zetel van de gemeente is in Pyzdry.
Op 30 juni 2004 telde de gemeente 7182 inwoners.

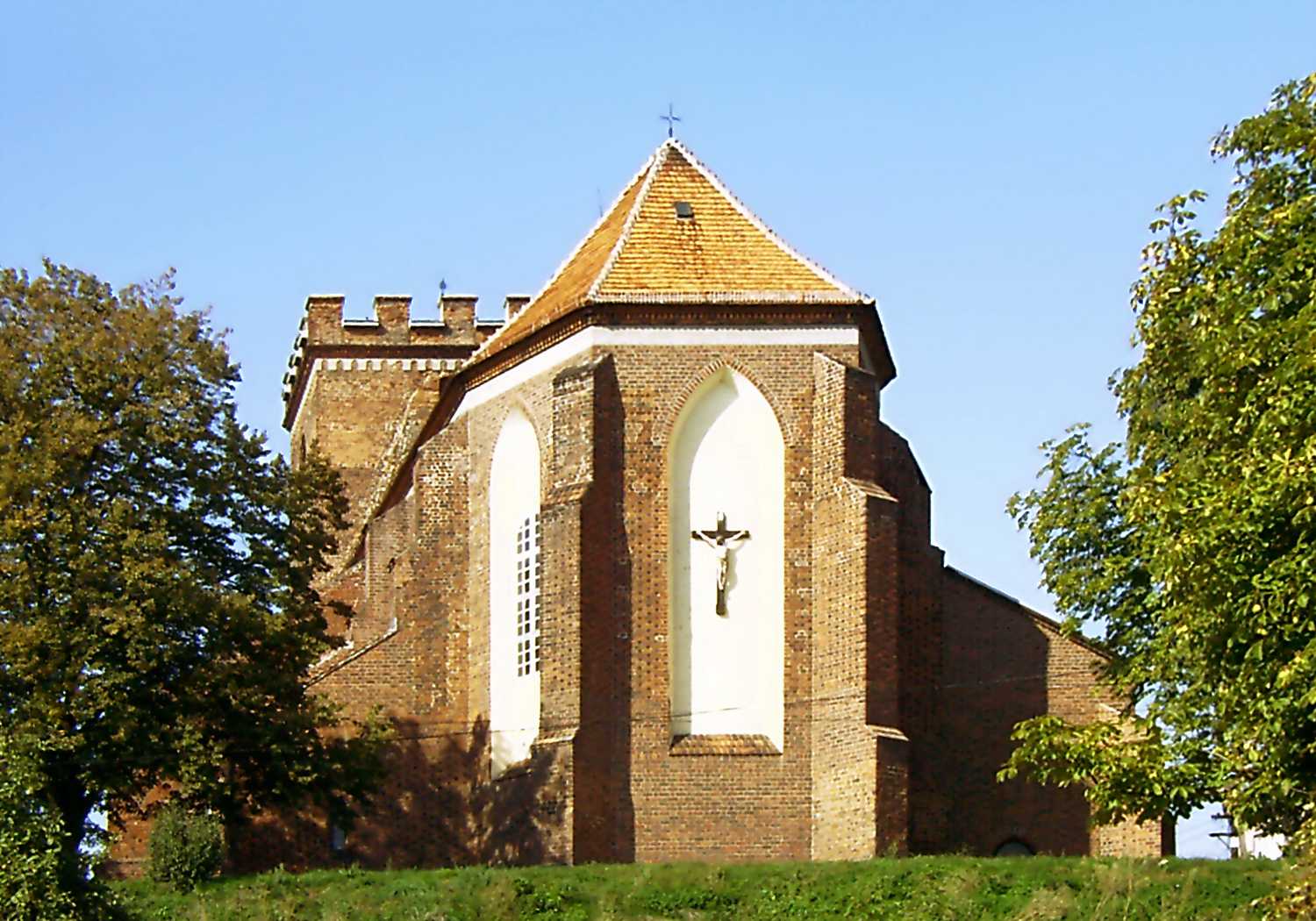
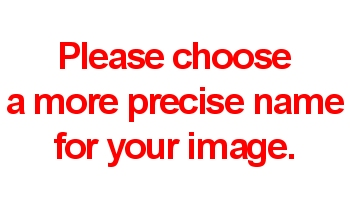

## Oppervlakte gegevens
In 2002 bedroeg de totale oppervlakte van gemeente Pyzdry 137,9 km², waarvan:
- agrarisch gebied: 62%
- bossen: 30%

De gemeente beslaat 19,58% van de totale oppervlakte van de powiat.

## Demografie
Stand op 30 juni 2004:
| Omschrijving                   | Totaal | Totaal | Vrouwen | Vrouwen | Mannen | Mannen |
| ------------------------------ | ------ | ------ | ------- | ------- | ------ | ------ |
| eenheid                        | aantal | %      | aantal  | %       | aantal | %      |
| inwoners                       | 7182   | 100    | 3691    | 51,4    | 3491   | 48,6   |
| bevolkingsdichtheid (inw./km²) | 52,1   | 52,1   | 26,8    | 26,8    | 25,3   | 25,3   |

In 2002 bedroeg het gemiddelde inkomen per inwoner 1303,51 zł.

## Administratieve plaatsen (sołectwo)
Białobrzeg, Ciemierów, Ciemierów-Kolonia, Dłusk, Grądy Dolne, Grądy Górne, Kruszyny, Ksawerów, Lisewo, Pietrzyków, Pietrzyków-Kolonia, Rataje, Ruda Komorska, Tarnowa, Trzcianki, Walga, Wrąbczynek, Wrąbczynkowskie Holendry, Zamość, Zapowiednia.

## Aangrenzende gemeenten
Gizałki, Kołaczkowo, Lądek, Zagórów, Żerków